# Proyecto Dignidad
Proyecto Dignidad (PD) es un partido político puertorriqueño fundado en 2019. Participó en las elecciones generales de 2020 con una plataforma enfocada en valores cristianos tradicionalistas y en contra de la corrupción.

## Historia

Isotipo del Partido Proyecto Dignidad de Puerto Rico.

Proyecto Dignidad se anunció por primera vez el 24 de marzo de 2019. El 22 de enero de 2020, el partido fue certificado oficialmente como el quinto partido político que se presenta a las elecciones generales de 2020. Posteriormente en mayo, César Vázquez Muñiz, cardiólogo; y Ada Norah Henriquez, abogada, fueron nominados para gobernador y comisionada residente respectivamente.

### 2020
El 3 de noviembre de 2020, el partido participó en su primera elección. Por la campaña, el partido no presentó candidatos para todos los cargos. Optaron por postularse para gobernador y comisionado residente, así como 1 candidato en general para ambas cámaras legislativas. También presentaron candidatos en algunos distritos representativos y senatoriales. De igual manera, solo tenían candidato en la contienda por la alcaldía de San Juan, aunque previamente habían certificado a Edgardo Cruz Vélez como candidato por Guánica, quien lidero la contienda como candidato por nominación directa luego de ser descalificado a raíz de haber sido acusado de actuaciones dudosas y no haber sido capaz de demostrar que podía defender los postulados del Partido.

## Resultados electorales

### Elecciones a gobernador
|  | 6,90 % |

|  | 6,63 % |

### Elecciones a Comisionado Residente
|  | 7,84 % |

|  | 5,20 % |

### Elecciones legislativas
| Año electoral | Escaños | +/– |
| ------------- | ------- | --- |
| 2020          | 1/51    | 1   |

| Año electoral | Escaños | +/– |
| ------------- | ------- | --- |
| 2020          | 1/27    | 1   |

## Líderes del partido
- César Augusto Vázquez Muñiz, Fundador del PD, Presidente del partido y candidato a la gobernación en el 2020.
- Ada Norah Henriquez, candidata a la comisaría residente en el 2020. En 2024 no pudo conseguir los endosos necesarios para primarias. Luego de esto renuncio al partido.
- Joanne Rodríguez Veve, senadora por el PD desde el 2021.
- Lisie Janet Burgos Muñiz, representante por el PD desde el 2021.
- Javier Jiménez Pérez, Alcalde de San Sebastián por el PD desde el 2023.